# Millry
Millry – miasto w Stanach Zjednoczonych, w stanie Alabama, w hrabstwie Washington. W roku 2023 miasto zamieszkiwało 438 osób, a gęstość zaludnienia wynosiła 21,8 osoby/km².